# Liste der Naturdenkmale in Mössingen
| Naturdenkmale | Anzahl |
| ------------- | ------ |
| FND           | 0      |
| END           | 6      |
| Gesamt        | 6      |

Die Liste der Naturdenkmale in Mössingen nennt die verordneten Naturdenkmale (ND) der im baden-württembergischen Landkreis Tübingen liegenden Stadt Mössingen. In Mössingen gibt es insgesamt sechs als Naturdenkmal geschützte Objekte, keine flächenhafte Naturdenkmale (FND), alle sind Einzelgebilde-Naturdenkmale (END).
Stand: 1. November 2016.

## Einzelgebilde (END)
| Name                                        | Bild | Kennung     | Einzelheiten                                                         | Position | Fläche Hektar | Datum         |
| ------------------------------------------- | ---- | ----------- | -------------------------------------------------------------------- | -------- | ------------- | ------------- |
| 1 Rotbuche, „Kielsteigbuche“                | BW   | 84160250202 | Mössingen                                                            | ⊙        | 0,0           | 16. Apr. 1985 |
| 1 Rotbuche, „Weidebuche auf dem Farrenberg“ | BW   | 84160250201 | Mössingen                                                            | ⊙        | 0,0           | 16. Apr. 1985 |
| 1 Sommerlinde, „Lindenstock“                | BW   | 84160250204 | Mössingen                                                            | ⊙        | 0,0           | 16. Apr. 1985 |
| 1 Winterlinde, „Dorflinde Belsen“           |      | 84160250181 | Mössingen 2004 abgestorben, 2007 dem Orkan Kyrill zum Opfer gefallen | ⊙        | 0,0           | 16. Apr. 1985 |
| 1 Winterlinde, "Linde an der Kirchstraße"   | BW   | 84160250203 | Mössingen                                                            | ⊙        | 0,0           | 16. Apr. 1985 |
| 3 Winterlinden, „Bei den Linden“            | BW   | 84160250180 | Mössingen                                                            | ⊙        | 0,0           | 16. Apr. 1985 |
| Legende für Naturdenkmal                    |      |             |                                                                      |          |               |               |